# 구스정
구스정(일본어: 玖珠町)은 일본 오이타현 중서부에 있는 구스군의 정이다.

## 지리
오이타현 중서부에 있으며 오이타시에서 서쪽으로 약 60km 떨어진 곳에 위치하고 있고 남부는 구마모토현과 약간 경계를 접하고 있다. 정역은 규슈 산지에 포함되어 있고 다수의 메사가 분지를 둘러싸는 특징적인 경관을 나타낸다. 면적의 상당 부분은 야바히타히코산 국정공원으로 지정되어 있다. 정의 중심은 규다이 본선 분고모리역 부근으로 상가와 몇 개의 대형 점포가 있다.

### 인접한 자치체
- 오이타현
  - 나카쓰시
  - 히타시
  - 우사시
  - 유후시
  - 구스군 고코노에정

- 구마모토현
  - 아소군 오구니정

## 역사
1601년 구루시마 나가치카가 현재의 구스정 내에 영지가 주어졌고 이후 에도 시대에는 구루시마씨를 번주로 하는 모리번이 통치를 했다. 폐번치현으로 모리현의 현청 소재지가 되었지만 곧바로 오이타현에 편입되었다.
- 1889년 4월 1일 - 정촌제 시행으로 현재의 정역에 구스군 모리무라·하네촌·기타야마다촌·야하타촌이 성립하였다.
- 1893년 12월 1일 - 모리촌이 정으로 승격해 모리정이 되었다.
- 1927년 4월 1일 - 하네촌이 정으로 승격해 구스정이 되었다.
- 1955년 3월 1일 - 모리정·구스정·기타야마다촌·야하타촌이 대등 합병해 새로운 구스정이 성립하였다.

## 교통

### 철도
- 규슈 여객철도 규다이 본선

### 도로
- 오이타 자동차도
- 국도 210호선
- 국도 387호선